# Atmósfera terrestre

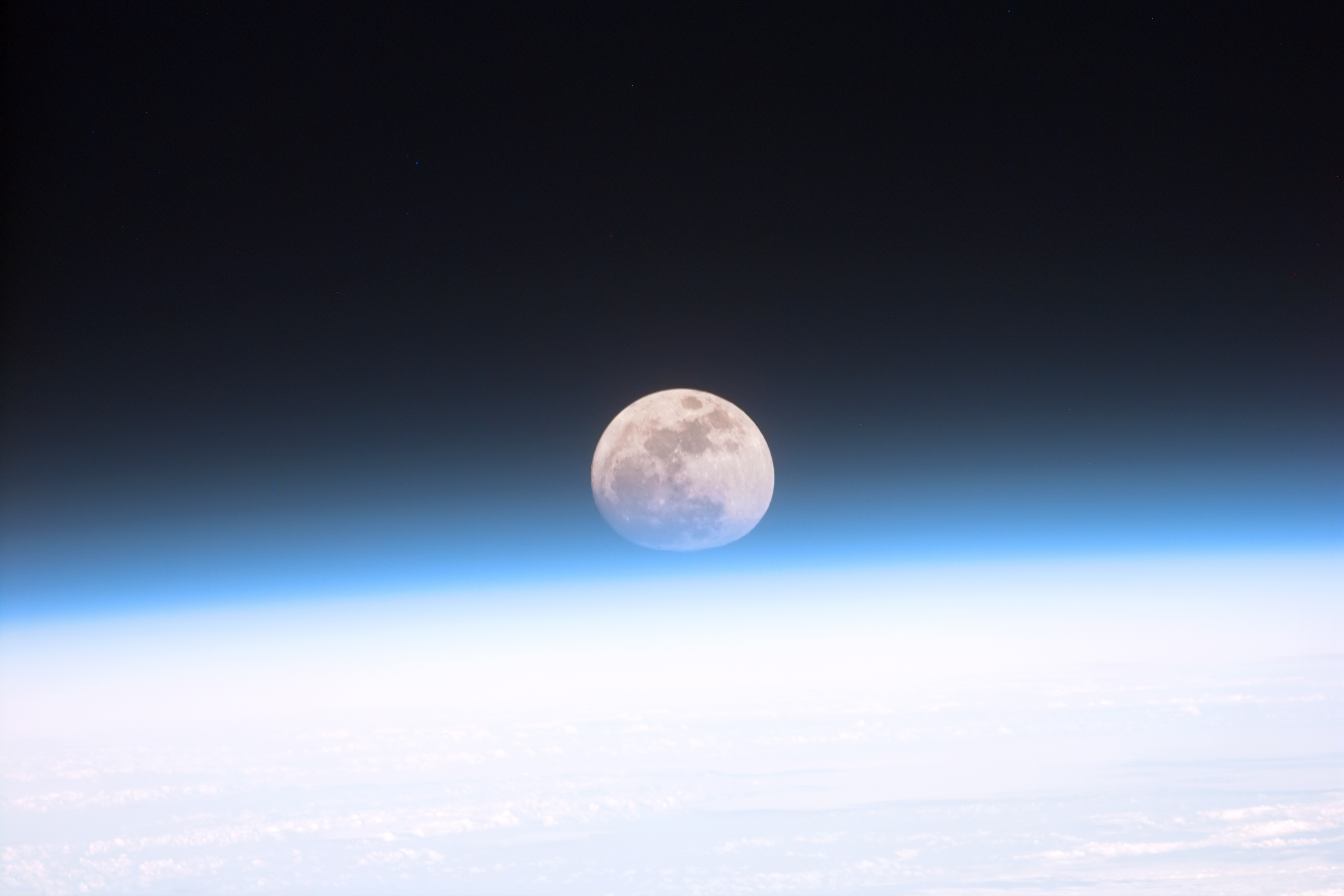
La característica composición del aire permite que las longitudes de onda azules sean más visibles que las de otros colores, lo cual da un color azulado a la atmósfera terrestre desde el espacio. En el trasfondo se puede apreciar la Luna ligeramente distorsionada por el aire.

La atmósfera terrestre es la parte gaseosa de la Tierra, siendo por esto la capa más externa y menos densa del planeta. Está constituida por varios gases que varían en cantidad según la presión a diversas alturas. Esta mezcla de gases que forma la atmósfera recibe genéricamente el nombre de aire. El 75 % de masa atmosférica se encuentra en los primeros 11 km de altura, desde la superficie del mar. Los principales gases que la componen son: el oxígeno (21 %) y el nitrógeno (78 %), seguidos del argón, el dióxido de carbono y el vapor de agua.
La atmósfera y la hidrosfera constituyen el sistema de capas fluidas superficiales del planeta, cuyos movimientos dinámicos están estrechamente relacionados. Las corrientes de aire reducen drásticamente las diferencias de temperatura entre el día y la noche, distribuyendo el calor por toda la superficie del planeta. Este sistema cerrado evita que las noches sean gélidas o que los días sean extremadamente calientes.    
La atmósfera protege la vida sobre la Tierra, absorbiendo gran parte de la radiación solar ultravioleta en la capa de ozono. Además, actúa como escudo protector contra los meteoritos, los cuales se desintegran en polvo a causa de la fricción que sufren al hacer contacto con el aire.

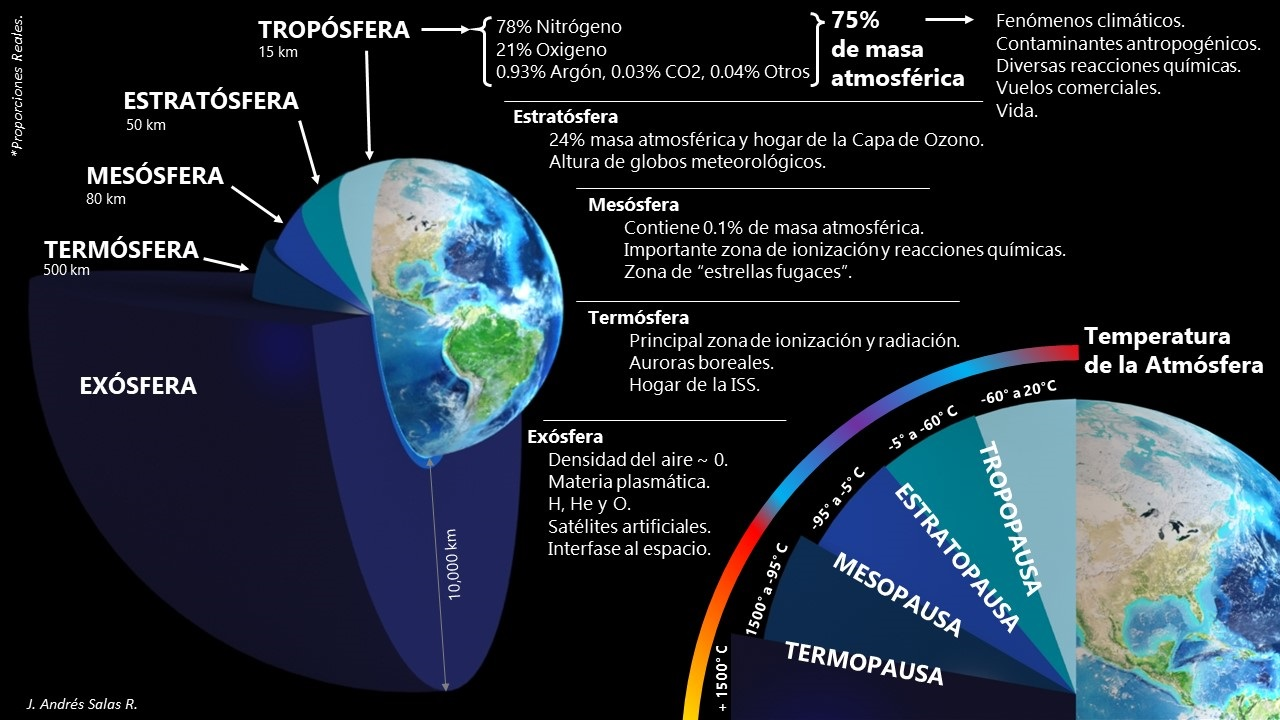
Comprende la atmósfera terrestre de un vistazo.

Durante millones de años, la vida ha transformado, una y otra vez, la composición de la atmósfera. Por ejemplo; su considerable cantidad de oxígeno libre es posible gracias a las formas de vida —como son las plantas— que convierten el dióxido de carbono en oxígeno, el cual es a su vez respirable por las demás formas de vida, tales como los seres humanos y los animales en general.

## Composición
En la atmósfera terrestre se pueden distinguir dos regiones con distinta composición, la homosfera y la heterosfera.

### Homosfera
La homosfera ocupa los 100 km inferiores y tiene una composición constante y uniforme.
| Gas                           | ppmv                                                | %                                                   |
| ----------------------------- | --------------------------------------------------- | --------------------------------------------------- |
| Nitrógeno (N2)                | 780.840                                             | 78,084                                              |
| Oxígeno (O2)                  | 209.460                                             | 20,946                                              |
| Argón (Ar)                    | 9.340                                               | 0,934                                               |
| Dióxido de carbono (CO2)      | 421                                                 | 0,042                                               |
| Neón (Ne)                     | 18,18                                               | 0,001818                                            |
| Helio (He)                    | 5,24                                                | 0,000524                                            |
| Metano (CH4)                  | 1,79                                                | 0,000179                                            |
| Kriptón (Kr)                  | 1,14                                                | 0,000114                                            |
| Hidrógeno (H2)                | 0,55                                                | 0,000055                                            |
| Óxido nitroso (N2O)           | 0,3                                                 | 0,00003                                             |
| Xenón (Xe)                    | 0,09                                                | 9 × 10-6                                            |
| Ozono (O3)                    | 0,0 - 0,07                                          | 0 - 7 × 10-6                                        |
| Dióxido de nitrógeno (NO2)    | 0,02                                                | 2 × 10-6                                            |
| Yodo (I2)                     | 0,01                                                | 1 × 10-6                                            |
| Monóxido de carbono (CO)      | 0,1                                                 | 0,00001                                             |
| Amoníaco (NH3)                | Trazas                                              |                                                     |
| Excluido por ser aire en seco |                                                     |                                                     |
| Agua (vapor) (H2O)            | –0,40 % a nivel atmosférico, en superficie: 1 %-4 % | –0,40 % a nivel atmosférico, en superficie: 1 %-4 % |

### Heterosfera
La heterosfera se extiende desde los 80 km hasta el límite superior de la atmósfera (unos 10 000 km); está estratificada, es decir, formada por diversas capas con composición diferente.
| km           | Capa de             |
| ------------ | ------------------- |
| 80 - 400     | Nitrógeno molecular |
| 400 - 1100   | Oxígeno atómico     |
| 1100 - 3500  | Helio               |
| 3500 - 10000 | Hidrógeno           |

## Variación de la presión con la altura
La variación con la altura de la presión atmosférica con el conocimiento que se tiene del magnetismo o de la densidad atmosférica es lo que se conoce como ley barométrica. La diferencia de presión entre dos capas separadas por un {\displaystyle \Delta h} es:

{\displaystyle \Delta P=-\rho g\Delta h}

pues se supone la densidad constante. La ley de la densidad suponiendo el aire como un gas ideal

{\displaystyle \rho ={\frac {P}{RT}}}

aplicada a la superficie de la Tierra resulta una densidad del aire {\displaystyle \rho _{0}=1,225\cdot {\frac {\text{g}}{{\text{dm}}^{3}}}}.
- Pretendemos subir una montaña no excesivamente alta (para que la densidad sea constante) y queremos saber como disminuirá la presión a medida que ascendemos

Como la densidad del mercurio es: {\displaystyle \rho _{\text{Hg}}=13,6{\text{g}}\cdot {\text{cm}}^{-3}} es 11 100 veces mayor que la densidad del aire resulta que la presión disminuye 1 mm de Hg cuando nos elevamos 11 100 mm es decir 11,1 m. Ahora bien como 4 hPa son 3 mm de Hg la presión disminuye 4 hPa cada 33,3 m es decir 1 hPa cada 8 m de ascenso.
En una atmósfera isoterma la presión varía con la altura siguiendo la ley:
| Símbolo                 | Nombre                                       |
| ----------------------- | -------------------------------------------- |
| {\displaystyle M}       | Masa molecular                               |
| {\displaystyle g}       | Aceleración de la gravedad                   |
| {\displaystyle h-h_{0}} | Diferencia de alturas entre los niveles      |
| {\displaystyle T}       | Temperatura absoluta media entre los niveles |
| {\displaystyle p_{0}}   | Presión                                      |
| {\displaystyle p}       | Presión                                      |
| {\displaystyle R}       | Constante universal de los gases             |

El hecho de que la temperatura varíe sí limita la validez de la fórmula. Por el contrario, la variación de la aceleración de la gravedad es tan mínima que no afecta.

### Altura de escala
La altura de escala es la altura a la que hay que elevarse en una atmósfera para que la presión atmosférica disminuya en un factor e = 2,718182. Es decir la disminución de presión es 1-1/e = 0,632 (= 63,2 %). Para calcularla basta con poner en la Ley barométrica {\displaystyle P=P_{0}/e\,} resulta:

{\displaystyle H={\frac {RT}{M\cdot g}}\,}

Para la atmósfera de la Tierra la escala de alturas H es de unos 7,6 km, considerando una temperatura media de la atmósfera de unos 260K. En función de la escala de alturas H la presión puede expresarse:

{\displaystyle P_{h}=P_{0}e^{-{\frac {(h-h_{0})}{H}}}\,}

y análogamente para la densidad:

{\displaystyle \rho _{h}=\rho _{0}e^{-{\frac {(h-h_{0})}{H}}}\,}

## Capas de la atmósfera terrestre y la temperatura
La temperatura de la atmósfera terrestre varía con la altitud. La relación entre la altitud y la temperatura es distinta dependiendo de la capa atmosférica considerada: troposfera, estratosfera, mesosfera, termosfera y exosfera. A esto se le llama  gradiente térmico atmosférico.
Las divisiones entre una capa y otra se denominan respectivamente tropopausa, estratopausa, mesopausa y termopausa.

### Troposfera
Sus principales características son:
- Su espesor alcanza desde la superficie terrestre (tanto continental como oceánica) hasta una altitud variable entre los 6 km en las zonas polares y los 18 o 20 km en la zona intertropical.
- El aire de la troposfera se calienta a partir del calor emitido por la superficie terrestre. La temperatura es máxima en la superficie terrestre, alrededor de 15 °C de media, y a partir de ahí comienza a descender con la altura según un gradiente térmico vertical (GTV) de 6,5 °C de descenso cada km que se asciende en altura (la temperatura baja 0,65 °C cada 100 m de altura) hasta llegar a -70 °C a los 12 km de altura.[2]
- Una excepción al gradiente térmico es la inversión térmica que se debe a causas locales o regionalmente determinadas.
- En la troposfera suceden los fenómenos que componen lo que llamamos tiempo meteorológico.

### Estratosfera
Su nombre obedece a que está dispuesta en capas más o menos horizontales (o estratos).
Se extiende entre los 9 o 18 km hasta los 50 km de altitud. La estratosfera es la segunda capa de la atmósfera de la Tierra. A medida que se sube, la temperatura en la estratosfera aumenta. Este aumento de la temperatura se debe a que los rayos ultravioleta transforman al oxígeno en ozono, proceso que involucra calor: al ionizarse el aire, se convierte en un buen conductor de la electricidad y, por ende, del calor. Es por ello que a cierta altura existe una relativa abundancia de ozono (ozonosfera) lo que implica también que la temperatura se eleve a unos –3 °C o más. Sin embargo, se trata de una capa muy enrarecida, muy tenue.

#### Ozonosfera

Capas de la atmósfera terrestre

Se denomina capa de ozono, u ozonosfera, a la zona de la estratosfera terrestre que contiene una concentración relativamente alta de ozono. Esta capa, que se extiende aproximadamente de los 15 km a los 40 km de altitud, reúne el 90 % del ozono presente en la atmósfera y absorbe del 97 % al 99 % de la radiación ultravioleta de alta frecuencia.

### Mesosfera
Es la tercera capa de la atmósfera de la Tierra. Se extiende entre los 50 y 80 km de altura, contiene solo el 0.1 % de la masa total del aire. Es la zona más fría de la atmósfera, pudiendo alcanzar los –80 °C. Es importante por la ionización y las reacciones químicas que ocurren en ella. La baja densidad del aire en la mesosfera determina la formación de turbulencias y ondas atmosféricas que actúan a escalas espaciales y temporales muy grandes.

### Termosfera o ionosfera
En la termosfera (de 69/90 a los 600/800 km), la temperatura aumenta con la altitud, de ahí su nombre. Coincide prácticamente con la región llamada ionosfera. Es la cuarta capa de la atmósfera de la Tierra. Se encuentra encima de la mesosfera. A esta altura, el aire es muy tenue y la temperatura cambia con la mayor o menor radiación solar tanto durante el día como a lo largo del año. Si el sol está activo, las temperaturas en la termosfera pueden llegar a 1500 °C e incluso más altas. En ella se encuentra el 0.1 % de los gases.
En esta capa, se encuentra la Línea de Kármán, que es el límite entre atmósfera y espacio exterior, a efectos de aviación y astronáutica.

### Exosfera
La última capa de la atmósfera de la Tierra es la exosfera (600/800-2000/10 000 km).
Está compuesta principalmente por hidrógeno y helio y las partículas van disminuyendo hasta desaparecer. En razón de la baja atracción gravitatoria algunas pueden llegar a escapar al espacio interplanetario.
Como su nombre indica, es la región atmosférica más distante de la superficie terrestre. Su límite superior está en altitudes que alcanzan los 1000 e incluso 10000 km, siendo relativamente indefinida. Es la zona de tránsito entre la atmósfera terrestre y el espacio interplanetario. Su temperatura diurna alcanza hasta los 1.500 °C y la nocturna a 0 °C.

## Regiones atmosféricas

### Ozonosfera
Es la región de la atmósfera donde se concentra la mayor parte del ozono. Está situada en la estratosfera, entre los 15 y 32 km, aproximadamente. Esta capa protege a la Tierra de la radiación ultravioleta del Sol.

### Ionosfera
Es la región ionizada por el bombardeo producido por la radiación solar. La ionización de esta capa produce la reflexión de las ondas de radio emitidas desde la superficie terrestre, lo que permite su recepción a grandes distancias. Se corresponde aproximadamente con la termosfera.

### Magnetosfera
Es la región exterior a la Tierra donde el campo magnético, generado por el núcleo terrestre, actúa como protector de los vientos solares.

### Capas deairglow
Son capas situadas cerca de la mesopausa, que se caracterizan por la luminiscencia, incluso nocturna, causada por la reestructuración de átomos en forma de moléculas que habían sido ionizadas por la luz solar durante el día, o por rayos cósmicos. Las principales capas son la del OH, a unos 85 km, y la de O2, situada a unos 95 km de altura, ambas con un grosor aproximado de unos 10 km.

## Dinámica de la atmósfera
Se llama dinámica de la atmósfera o dinámica atmosférica a una parte de la Termodinámica que estudia las leyes físicas y los flujos de energía involucrados en los procesos atmosféricos. Estos procesos presentan una gran complejidad por la enorme gama de interacciones posible tanto en el mismo seno de la atmósfera como con las otras partes (sólida y líquida) de nuestro planeta.
La termodinámica establece tres leyes, además de lo que se conoce como principio cero de la termodinámica. Estas tres leyes rigen en todo el mundo físico-natural y establecen la base científica de los procesos que constituyen el campo de la dinámica de la atmósfera. Así pues, la dinámica atmosférica involucra a todos los movimientos que se presentan en el seno de la atmósfera terrestre y estudia también las causas de dichos movimientos, los efectos de los mismos y, en general todos los flujos de energía térmica, eléctrica, físico-química, y de otros tipos que ocurren en la capa de aire que rodea a la Tierra.

## Funciones de la atmósfera

### Fricción atmosférica
La atmósfera funciona como un escudo protector contra los impactos de enorme energía que pueden provocar los pequeños objetos espaciales al colisionar a altísima velocidad contra la superficie del planeta.
Sin atmósfera, la velocidad de colisión de estos objetos sería la suma de su propia velocidad inercial espacial (medida desde nuestro planeta) más la aceleración provocada por la gravitación terrestre.
La energía cinética de los meteoritos se transforma en calor por la fricción de los mismos en el aire y desde la superficie vemos un meteoro, meteorito o también estrella fugaz.
La fricción es la manifestación macroscópica de una transferencia de energía cinética, o su transformación en otro tipo de energía, por la que un cuerpo "pierde" movimiento cediéndoselo a otro ya sea transfiriéndole parte de su propio movimiento o transformándose en movimientos moleculares (calor, vibración sonora, etc.)

#### Velocidad constante en caída libre
Un cuerpo en caída libre dentro de la atmósfera puede tener velocidad decreciente, dado que la atracción gravitacional produce un movimiento uniformemente acelerado solamente en el vacío.
Si un cuerpo comienza a caer atravesando la atmósfera, se va acelerando hasta que su peso es igual a la fuerza de fricción que se produce por el desplazamiento dentro del aire. En ese momento deja de acelerar, y su velocidad comienza a decrecer a medida que la atmósfera aumenta su densidad, provocando una fuerza de fricción mayor.
Puede desacelerar la velocidad de caída no solo por la densidad de la atmósfera sino también por la variación del área de sección atravesada, lo que aumenta la fricción. Los acróbatas aéreos de caída libre pueden variar su velocidad de caída acelerando o desacelerando: si se desplazan de cabeza aceleran hasta equilibrar su peso, y si abren los brazos y piernas desaceleran.

### Ciclos biogeoquímicos
La atmósfera tiene una gran importancia en los ciclos biogeoquímicos. La composición actual de la atmósfera es debida a la actividad de la biosfera (fotosíntesis), controla el clima y el ambiente en el que vivimos y engloba dos de los tres elementos esenciales (nitrógeno y carbono); aparte del oxígeno.
La actividad del hombre está modificando su composición, como el aumento del dióxido de carbono o el metano, causando el efecto invernadero o el óxido de nitrógeno, causando la lluvia ácida.

### Filtro de las radiaciones solares
Las radiaciones solares nocivas, como la ultravioleta, son absorbidas casi en un 90 % por la capa de ozono de la estratosfera. La actividad mutágena de dicha radiación es muy elevada, originado dímeros de timina que inducen la aparición de melanoma en la piel. Sin ese filtro, la vida fuera de la protección del agua no sería posible.

### Efecto invernadero
Gracias a la atmósfera, la Tierra no tiene grandes contrastes térmicos; debido al efecto invernadero natural, que está producido por todos los componentes gaseosos del aire, que absorben gran parte de la radiación infrarroja reemitida por la superficie terrestre; este calor queda retenido en la atmósfera en vez de perderse en el espacio gracias a dos características físicas del aire: su compresibilidad, que comprime el aire en contacto con la superficie terrestre por el propio peso de la atmósfera lo que, a su vez, determina la mayor absorción de calor del aire sometido a mayor presión y la diatermancia, que significa que la atmósfera deja pasar a la radiación solar casi sin calentarse (la absorción directa de calor procedente de los rayos solares es muy escasa), mientras que absorbe gran cantidad del calor oscuro () reenviado por la superficie terrestre y, sobre todo, acuática de nuestro planeta. Este efecto invernadero tiene un papel clave en las suaves temperaturas medias del planeta. Así, teniendo en cuenta la constante solar (calorías que llegan a la superficie de la Tierra por centímetro cuadrado y por minuto), la temperatura media del planeta sería de -27 °C, incompatible con la vida tal y como la conocemos; en cambio, su valor real es de unos 15 °C debido precisamente al efecto invernadero.

## Evolución
La composición de la atmósfera terrestre no ha sido siempre la misma, sino que ha variado a lo largo de la vida del planeta por diversas causas. Además, los elementos ligeros escapan continuamente de la gravedad terrestre; de hecho, en la actualidad se fugan unos tres kilogramos de hidrógeno y 50 gramos de helio cada segundo, cifras que en tiempos geológicos (millones de años) resultan decisivas, aunque compensan, al menos en gran parte, la materia recibida del sol en forma de energía. Esta compensación también tiende a equilibrarse en el tiempo, de acuerdo a la mayor o menor energía solar recibida, generando un ciclo complejo, diario, estacional y de ciclos más largos (de acuerdo con la mayor o menor actividad solar) y una respuesta equivalente de la atmósfera en el almacenamiento de dicha energía y su posterior liberación en el espacio. Por ejemplo, la formación del ozono (O3) en la capa denominada precisamente, ozonosfera, absorbe la mayor parte de la radiación ultravioleta recibida del sol pero cede esa energía al volverse a transformar durante la noche en oxígeno (O2).
Se pueden establecer diferentes etapas evolutivas de la atmósfera según su composición:

### Origen
La atmósfera se deriva de diversas fuentes, estaba  y  está condicionada por factores como:
- La pérdida de la gruesa capa de gases original (primera atmósfera), originada directamente de la nebulosa que forma el sistema solar (H y He).
- El aumento de la masa de la Tierra lo que generó un aumento de la gravedad terrestre.
- El enfriamiento de la Tierra.
- La composición atmósfera primitiva.
- La desgasificación de la corteza terrestre.[6]
- La formación de una capa de gases: atmósfera primitiva. Esta atmósfera, tiene una composición parecida a las emisiones volcánicas actuales, donde dominarían el N2, CO2, HCl y SO2.
- Algunos gases y el H2O de procedencia externa (cometas).

### Etapa prebiótica
Antes de la vida, la atmósfera sufrió algunos cambios importantes:
- Condensación del vapor de agua: formación de los océanos y disolución de gases en ellos (CO2, HCl y SO2).
- Principal gas de la atmósfera de acuerdo a la composición de la misma: Nitrógeno (N2).
- No había oxígeno (O2).

### Etapa microbiológica
Etapa con la aparición de las primeras bacterias anaeróbicas (que usaban H y H2S) y fotosintéticas (Bacterias del azufre y cianobacterias):
- Comenzó la producción de O2 del océano.
- El O2 producido se utilizó para oxidar las sustancias reducidas del océano y de la corteza terrestre. Prueba de ello son la deposición de las formaciones de hierro en bandas o capas:

Fe+3 + O2 → Fe2O3
- Una vez oxidadas las sustancias, empezó la acumulación de O2 en la atmósfera.

### Etapa biológica
Etapa con la aparición de organismos eucariotas con fotosíntesis más eficiente:
- Aumento del O2 en la atmósfera hasta la concentración actual (21 %).
- Formación de la capa de O3 (protección de la radiación ultravioleta del Sol), permitiendo la colonización, por parte de los seres vivos, de las tierras emergidas.

## Imágenes desde el espacio
| |
| La luz azul se dispersa más que otras longitudes de onda por los gases en la atmósfera, dando a la Tierra un halo azul cuando se ve desde el espacio. |

|                                                                                          |
| La tormenta geomagnética causa magnífico espectáculo de aurora a través de la atmósfera. |

| |
| Vista del limbo de la atmósfera terrestre. Los colores denotan más o menos las capas de la atmósfera. |

| |
| Horizonte montañoso de la Tierra, con la troposfera de color naranja que termina abruptamente en la tropopausa, de color azul. Las nubes noctilucentes-plateadas azules se extienden muy por encima de la troposfera. |

| |
| La atmósfera de la Tierra iluminada por el Sol en un Eclipse observada desde el espacio profundo a bordo del Apolo 12 en 1969. |

|                                                   |
| Un tifón visto desde la órbita baja de la Tierra. |